# Кашинцов, Александр Иванович
 Александр Иванович Кашинцов (Кашинцев) (1788 — 1 мая 1821) — российский военный, генерал-майор, участник русско-шведской, Отечественной войны 1812 года и заграничного похода русской армии.

## Биография
Происходил из дворян Тверской губернии. Родился в 1788 году. Образование получил дома. На военную службу поступил 4 марта 1804 года в чине подпрапорщика, с определением в Навагинский пехотный полк. 23 октября 1806 года произведён в чин прапорщика, с переводом в 3-й егерский полк. 14 декабря того же года принимал участие в сражении под Пултуском.
Принимал участие в сражениях при Прёйсиш-Эйлау (27 января 1807), где был ранен пулей в левую ногу, при Гутштадте (28 мая), Гейльсберге (29 мая) и под Фридландом (2 июня). Был в сражении против шведов под Умео (10 марта 1809). В том же году назначен адъютантом при военном министре. 1 января 1811 года переведён в Лейб-гвардии Егерский полк.
В Отечественной войне 1812 года принимал участие в Смоленском и Бородинском сражениях. В Бородинском сражении получил сильную контузию в грудь, был удостоен чина штабс-капитана. Участвовал во взятии крепости Торн в 1813 году. В том же году за сражение при Кенигсварте (7 мая) произведён в капитаны.
18 августа 1813 года получил высочайшее благоволение за участие в разбитии под Кульмом корпуса Вандама. За сражение под Лейпцигом (4 и 6 октября) произведён в полковники с назначением 23 сентября командиром Малороссийского гренадерского полка. В 1814 году участвовал в сражении при Бриенн-ле-Шато (20 января) и во взятии Парижа (18 марта).
29 января 1819 года произведён в генерал-майоры, с увольнением «за ранами» от службы с мундиром и с пенсией.
Скончался 1 мая 1821 года. Похоронен в селе Спас-Митьково Ржевского уезда Тверской губернии.

## Награды
- Золотое оружие «За храбрость» (1807).
- Орден Святого Владимира 4-й ст. с бантом (1812).
- Орден Святой Анны 2-й ст. за храбрость (1813).
- Орден Святой Анны 2-й ст. с алмазами (1813).
- Орден Святого Владимира 3-й ст. (1814).
- Pour le Mérite (1814).